# Frémyova sůl
Frémyova sůl (systematický název nitrosodisulfonát draselný) je anorganická sloučenina se vzorcem (K4[ON(SO3)2]2), někdy psaným i jako (K2[NO(SO3)2]). V pevném skupenství má žlutohnědou barvu, její vodné roztoky jsou světle fialové. Obdobná sodná sůl, nitrosodisulfonát sodný (NDS, Na2ON(SO3)2, CAS 29554-37-8) bývá rovněž nazývána Frémyova sůl.
Vodné roztoky těchto solí obsahují radikál [ON(SO3)2]2−.

## Použití
Frémyova sůl jakožto stabilní radikál slouží v elektronové paramagnetické rezonanci (EPR) jako standard pro kvantifikaci radikálů. V jeho EPR spektru jsou tři výrazné čáry stejné s odstupy o velikosti přibližně 1,3 mT.
Aminoxylová skupina patří mezi stálé radikály, podobně jako TEMPO.
Frémyova sůl se zapojuje do některých oxidačních reakcí, jako jsou oxidace některých anilinů a fenolů, kde zprostředkovává polymerizace a překřižování peptidů a peptidových hydrogelů.
Také může sloužit jako model peroxylových radikálů při výzkumu mechanismu antioxidačních účinků řady přírodních látek.

## Příprava
Frémyova sůl se připravuje z kyseliny hydroxylamindisulfonové. Oxidací její konjugované zásady vzniká fialový dianion:
HON(SO3H)2 → [HON(SO3)2]2− + 2 H+
2 [HON(SO3)2]2− + PbO2 → 2 [ON(SO3)2]2− + PbO + H2O
Uvedenou kyselinu je možné získat z dusitanu a hydrogensiřičitanu, čímž vzniká hydroxylamindisulfonát. Oxidace se obvykle provádí za nízké teploty, buď chemicky nebo elektrolyticky.
K dalším reakcím patří:
HNO2 + 2 HSO -
3  → HON(SO3) 2-
2  + H2O
3 HON(SO3) 2-
2  + MnO -
4  + H+ → 3 ON(SO3) 2-
2  + MnO2 + 2 H2O
2 ON(SO3) 2-
2  + 4 K+ → K4[ON(SO3)2]2

## Historie
Nitrosodisulfonát draselný poprvé připravil Edmond Frémy v roce 1845. Její používání v organické syntéze zavedl Hans Teuber, oxidace pomocí této soli se označují jako Teuberovy reakce.